# Varistorna
Varistorna (finska: Varisto) är en stadsdel i Vanda stad i landskapet Nyland. 
Varistorna har cirka 2 300 invånare och ligger nordost om korsningen mellan Ring III och Vichtisvägen. Söder om Ring III finns Varistorna industriområde med möbelaffärer och annan affärsverksamhet som kräver mycket utrymme. I Fur Center ordnas pälsauktioner. På andra sidan Ring III fortsätter industriområdet i stadsdelen Petikko. Varistorna hör till Myrbacka serviceområde. 
Söder om industriområdet finns ett annorlunda Varistorna med populära friluftsområden som fortsätter ända till Myrbacka idrottspark. I södra Varistorna finns egenhams- och radhus, två daghem, skolor och ett bageri. 
Namnformen Varistorna är en sentida konstruktion från tiden då stadsdelarna fick officiella namn. Tidigare kallades området för Variston på svenska som delades in i Framvariston och Bakvariston. Av dessa två delar uppstod den dialektala pluralformen Varistona, som stadens tjänstemän gjorde officiell i den högsvenska formen Varistorna. 